# Trenta giorni ha novembre
Trenta giorni ha novembre o Trenta dì conta novembre, è una nota filastrocca, che viene spesso utilizzata per ricordare la lunghezza dei mesi del calendario.

## Versione in lingua latina
Dant triginta dies, reliquis superadditur unus, 

De quorum numero Februarius excipiatur

Namque quater septem fertur habere dies

Sed cum bisextus fuerit superadditur unus »

hanno trenta giorni, agli altri se ne aggiunge uno, 

Ai quali fa eccezione Febbraio

Si dice infatti che abbia quattro volte sette giorni

Ma quando è bisestile se ne aggiunge uno»

## Versioni in lingua italiana
Entrambe le versioni sono composte da versi ottonari.
Trenta dì conta novembre
con april, giugno e settembre,
di ventotto ce n'è uno,
tutti gli altri ne han trentuno 
oppure
Trenta giorni ha novembre
con april, giugno e settembre.
Di ventotto ce n'è uno,
tutti gli altri ne han trentuno 